# Flachglas Wernberg Beteiligungsgesellschaft
Die Flachglas Wernberg Beteiligungs GmbH ist die Holdinggesellschaft der Unternehmen Flachglas Wernberg GmbH, Flachglas Nord-Ost GmbH, Glashandelsgesellschaft Profi mbH und der Flachglas (Schweiz) AG.

## Geschichte
Aus dem Mitarbeiter-Buy-Out der heutigen Flachglas Wernberg GmbH aus der britischen Pilkington Group 1999 entstand die Flachglas Wernberg Beteiligungs GmbH. Im Jahr 2005 erwarb die Holding das Unternehmen Glashandelsgesellschaft Profi mbH, 2007 die Flachglas Nord-Ost GmbH und 2009 die Flachglas Schweiz AG. Die aufgekauften Unternehmen sind mehrheitliche Tochterunternehmen der Flachglas Wernberg GmbH.

## Unternehmen und Daten
Zum Unternehmen der Beteiligungsgesellschaft gehört vorrangig das Unternehmen Flachglas Wernberg GmbH. Dieses Unternehmen ist eine 100-prozentige Tochtergesellschaft der Holding. Unter dieser Unternehmung sind sämtliche Geschäftsaktivitäten vereint. Dazu gehören die Unternehmen Flachglas MarkenKreis GmbH, Profi Glasbiege GmbH, Classic Grundstücksverwaltungsgesellschaft mbH und die Flachglas Wernberg Service GmbH.
Zusätzlich werden zum Unternehmen Flachglas Schweiz AG die Unternehmen Flachglas Wikon AG und Flachglas Thun AG angegliedert.
Das Unternehmen erzielte im Jahr 2015 einen Konzernumsatz von 132 Millionen Euro, im Gegensatz zu 138 Millionen Euro Umsatz im Jahr 2014. Dies entspricht einem Umsatzrückgang von ca. 4 %. Dazu erwirtschaftete der Konzern ein negatives Ergebnis von ca. 4 Millionen Euro, einem Rückgang um ca. 5,6 Millionen Euro zum Jahr 2014 (Ergebnis 2014: 1,7 Mio. Euro Gewinn).